# The Erasure Show
Albums de Erasure
Nightbird
(2005) Great Hits Live (Live at Great Woods 1997)
(2005)
The Erasure Show est une série de concerts du groupe britannique Erasure enregistrés de février à mars 2005, lors de la tournée The Erasure Show. 
Ces coffrets double-CD se déclinent différemment selon la ville où ils furent enregistrés (Dublin, Édimbourg, Glasgow, Manchester, Newcastle, Nottingham, Sheffield, Cardiff, Bristol, Hull, Preston, Wolverhampton, Norwich, Portsmouth, Londres, Copenhague, Berlin, Offenbach, Hambourg, Cologne, Munich et Dresde). Cependant, la plupart des dates proposaient les mêmes chansons, à trois ou quatre titres près.
Chaque enregistrement était gravé en 1 000 exemplaires puis mis en vente une heure après le concert, de sorte que le public puisse l'acheter en quittant la salle. Ce qui explique que les designs des coffrets étaient peu élaborés. Cette nouvelle manière de commercialiser des albums live était innovante pour l'époque et fut adoptée par de nombreux artistes les années suivantes.
Le concert du 28 mars 2005 à Cologne fut également filmé et parut en DVD fin 2005 sous le titre The Erasure Show - Live in Cologne.

## Détail des Plages
| - Dublin (25 février 2005) 1. Intro (Mr Gribber And His Amazing Cat) 2. No Doubt 3. Hideaway 4. Brother and Sister 5. Knocking On Your Door 6. The Circus 7. Breathe 8. Ship Of Fools 9. Drama! 10. All This Time Still Falling Out Of Love 11. Stop! 12. Rapture 13. Ave Maria 14. Breath Of Life 15. A Little Respect 16. I Broke It All In Two 17. Chains Of Love 18. Chorus 19. Love To Hate You 20. Blue Savannah 21. In My Arms 22. Don't Say You Love Me 23. Who Needs Love Like That 24. Oh L'amour 25. I Bet You're Mad At Me 26. Sometimes - Dublin (26 février 2005) 1. Intro (Three Blind Mice) 2. No Doubt 3. Hideaway 4. Brother and Sister 5. Knocking On Your Door 6. The Circus 7. Breathe 8. Ship Of Fools 9. Drama! 10. All This Time Still Falling Out Of Love 11. Stop! 12. Rapture 13. Ave Maria 14. Breath Of Life 15. A Little Respect 16. I Broke It All In Two 17. Chains Of Love 18. Chorus 19. Love To Hate You 20. Blue Savannah 21. In My Arms 22. Don't Say You Love Me 23. Who Needs Love Like That 24. Oh L'amour 25. I Bet You're Mad At Me 26. Sometimes - Édimbourg (28 février 2005) Même liste que pour le concert à Dublin du 25 février 2005 - Glasgow (1er mars 2005) Même liste que pour le concert à Dublin du 26 février 2005 - Newcastle (3 mars 2005) 1. Intro (Rock-A-Bye Baby) 2. No Doubt 3. Hideaway 4. Brother and Sister 5. Knocking On Your Door 6. The Circus 7. Breathe 8. Ship Of Fools 9. Drama! 10. All This Time Still Falling Out Of Love 11. Stop! 12. Rapture 13. Ave Maria 14. Breath Of Life 15. A Little Respect 16. I Broke It All In Two 17. Chains Of Love 18. Chorus 19. Love To Hate You 20. Blue Savannah 21. Always 22. Who Needs Love Like That 23. Oh L'amour 24. I Bet You're Mad At Me 25. Sometimes | - Londres (5 mars 2005) 1. Intro (Mr Gribber And His Amazing Cat) 2. No Doubt 3. Hideaway 4. Brother and Sister 5. Knocking On Your Door 6. The Circus 7. Breathe 8. Ship Of Fools 9. Drama! 10. All This Time Still Falling Out Of Love 11. Stop! 12. Rapture 13. Ave Maria 14. Breath Of Life 15. A Little Respect 16. I Broke It All In Two 17. Chains Of Love 18. Chorus 19. Love To Hate You 20. Blue Savannah 21. Always 22. Who Needs Love Like That 23. Oh L'amour 24. I Bet You're Mad At Me 25. Sometimes - Nottingham (7 mars 2005) 1. Intro (Three Blind Mice) 2. No Doubt 3. Hideaway 4. Brother and Sister 5. Knocking On Your Door 6. The Circus 7. Breathe 8. Ship Of Fools 9. Drama! 10. All This Time Still Falling Out Of Love 11. Stop! 12. Rapture 13. Ave Maria 14. Breath Of Life 15. A Little Respect 16. I Broke It All In Two 17. Chains Of Love 18. Chorus 19. Love To Hate You 20. Blue Savannah 21. Always 22. Who Needs Love Like That 23. Oh L'amour 24. I Bet You're Mad At Me 25. Sometimes - Manchester (9 mars 2005) Même liste que celle du concert à Newcastle du 3 mars 2005 - Sheffield (10 mars 2005) Même liste que celle du concert à Londres du 5 mars 2005 - Preston (11 mars 2005) Même liste que celle du concert à Nottingham du 7 mars 2005 - Portsmouth (13 mars 2005) Même liste que pour le concert à Londres du 5 mars 2005 - Bristol (14 mars 2005) Même liste que celle du concert à Londres du 5 mars 2005 - Wolverhampton (16 mars 2005) Même liste que pour le concert à Nottingham du 7 mars 2005 - Norwich (18 mars 2005) Même liste que pour le concert à Manchester du 9 mars 2005 - Cardiff (20 mars 2005) Même liste que celle du concert à Londres du 5 mars 2005 - Hull (21 mars 2005) Même liste que celle du concert à Manchester du 9 mars 2005 | - Berlin (26 mars 2005) 1. Intro (Mr Gribber And His Amazing Cat) 2. No Doubt 3. Hideaway 4. Victim of Love 5. Knocking On Your Door 6. The Circus 7. Breathe 8. Ship Of Fools 9. Drama! 10. All This Time Still Falling Out Of Love 11. Stop! 12. Rapture 13. Ave Maria 14. Breath Of Life 15. A Little Respect 16. I Broke It All In Two 17. Chains Of Love 18. Chorus 19. Love To Hate You 20. Blue Savannah 21. Always 22. Who Needs Love Like That 23. Oh L'amour 24. I Bet You're Mad At Me 25. Sometimes - Hambourg (27 mars 2005) 1. Intro (Three Blind Mice) 2. No Doubt 3. Hideaway 4. Victim Of Love 5. Knocking On Your Door 6. The Circus 7. Breathe 8. Ship Of Fools 9. Drama! 10. All This Time Still Falling Out Of Love 11. Stop! 12. Rapture 13. Ave Maria 14. Breath Of Life 15. A Little Respect 16. I Broke It All In Two 17. Chains Of Love 18. Chorus 19. Love To Hate You 20. Blue Savannah 21. Always 22. Who Needs Love Like That 23. Oh L'amour 24. I Bet You're Mad At Me 25. Sometimes - Cologne (28 mars 2005) 1. Intro (Rock-A-Bye Baby) 2. No Doubt 3. Hideaway 4. Victim Of Love 5. Knocking On Your Door 6. The Circus 7. Breathe 8. Ship Of Fools 9. Drama! 10. All This Time Still Falling Out Of Love 11. Stop! 12. Rapture 13. Ave Maria 14. Breath Of Life 15. A Little Respect 16. I Broke It All In Two 17. Chains Of Love 18. Chorus 19. Love To Hate You 20. Blue Savannah 21. Always 22. Who Needs Love Like That 23. Oh L'amour 24. I Bet You're Mad At Me 25. Sometimes |